# کرانی، پاکستان
کرانی (به انگلیسی: Kirani) یک منطقهٔ مسکونی در پاکستان است. کرانی ۱٬۶۵۳ متر بالاتر از سطح دریا واقع شده‌است.